# 田平町
田平町（たびらちょう）は、かつて長崎県北西部、北松浦半島北西端にあった町。北松浦郡に属していた。
かつては日本最西端の駅であったたびら平戸口駅がある町で、隣接する平戸市とは平戸大橋で接続する。
1955年に一部を江迎町（現・佐世保市）に編入後、2005年10月1日に平戸市・生月町・大島村と合併（新設合併）して平戸市となり自治体としては消滅した。

## 地理
北松浦半島の北西端に位置する。町内には多数のため池が点在する。
- 山：吹上山、石室山、蛇焼山、高串山
- 島嶼：横島[2]、小島、蟇蛙島、ツラレ島
- 河川：久吹川、釜田川、浦谷川、坂瀬川
- ダム・溜池：久吹ダム、焼山池、鴫山池、丸米池、瀬戸池、馬込池
- 港湾：田平港（日ノ浦）
- 海域：平戸瀬戸

### 隣接していた自治体
- 平戸市（橋を挟んで隣接）
- 松浦市
- 北松浦郡江迎町

## 地域

### 地名
免を行政区域とする。大字は設置していない。
合併し平戸市となって以降は、免の名称に「田平町」を冠し「田平町○○免」と表記している。
旧田平村
- 上亀免（かみがめめん）
- 小崎免（こざきめん）
- 里免（さとめん）
- 下亀免（しもがめめん）
- 岳崎免（たけざきめん）
- 福崎免（ふくざきめん）
- 横島免（よこしまめん）

旧南田平村
南田平村時代は「小手田」「下寺」の大字を冠した。
旧大字小手田
- 一関免（いっせきめん）
- 大久保免（おおくぼめん）
- 荻田免（おぎためん）
- 小手田免（こてだめん）
- 野田免（のだめん）
- 本山免（もとやまめん）
- 山内免（やまのうちめん[3]）

旧大字下寺
- 以善免（いよしめん）
- 下寺免（しもでらめん）
- 田代免（たしろめん）
- 深月免（ふかつきめん）
- 古梶免（ふるかじめん）
- 末橘免（すえたちばなめん） - 1955年、江迎町に編入[1]。（江迎町末橘免→現・佐世保市江迎町末橘）

## 歴史

### 沿革
- 1889年（明治22年）4月1日 - 町村制実施により、北松浦郡のうち後の町域にあたる以下の自治体が発足。
  - 田平村（単独村制）
  - 南田平村（小手田村・下寺村が合併）
- 1954年（昭和29年）4月1日 - 田平村と南田平村が新設合併し町制施行。田平町が発足。
- 1955年（昭和30年）4月15日 - 末橘免を江迎町へ編入[1]。
- 2005年（平成17年）10月1日 - 平戸市・生月町・大島村と合併（新設合併）して新たに平戸市が発足し、田平町は自治体として消滅。

## 行政
歴代町長
- 早田次夫（1954年4月20日-1958年4月19日）
- 梶川財基（1958年4月20日-1982年4月19日）
- 稲澤憲二（1982年4月20日-1998年4月19日）
- 山崎雄士（1998年4月20日-2005年9月30日）

## 教育
- 田平町立北小学校
- 田平町立東小学校
- 田平町立南小学校
- 田平町立田平中学校
- 長崎県立北松農業高等学校

## 交通

### 空港
町内には空港はない。長崎県内での最寄の空港は、大村市にある長崎空港である。

### 鉄道路線
- 松浦鉄道西九州線
  - （江迎町） - 東田平駅 - 中田平駅 - たびら平戸口駅 - 西田平駅 - （松浦市）

中心駅はたびら平戸口駅

### 道路
高速道路なし
- 最寄りインターチェンジは西九州自動車道佐々インターチェンジ。

#### 有料道路
- 平戸大橋

#### 一般国道
- 国道204号
  - 道の駅昆虫の里たびら
- 国道383号

#### 県道
- 長崎県道221号以善田平港線

## 名所・旧跡・観光スポット・祭事・催事
- つぐめの鼻遺跡
- 里田原遺跡
- 田平天主堂
- 田平公園
- たびら昆虫自然園
- 平戸大橋
- 里田原歴史民俗資料館